# Зекри, Монсеф
Монсе́ф Зекри́ (фр. Moncef Zekri; араб. منصف زيكري‎; родился 20 сентября 2008) — марокканский футболист, левый крайний защитник бельгийского клуба «Мехелен».

## Клубная карьера
Уроженец Брюсселя, Монсеф выступал за юношеские команды бельгийских клубов «Ауд-Хеверле Лёвен», «Синт-Трёйден» и «Мехелен». В мае 2025 года подписал свой первый профессиональный контракт. 26 июля 2025 года дебютировал в бельгийской Про-лиге, выйдя в стартовом составе «Мехелена» в матче против Зюлте-Варегем.

## Карьера в сборной
В 2025 году дебютировал за сборную Марокко до 17 лет. В апреле 2025 года выиграл Кубок африканских наций (до 17 лет).

## Достижения
Сборная Марокко (до 17 лет)
- Чемпион Кубка африканских наций (до 17 лет): 2025